# آب‌سنگ حلقوی لائه
آب‌سنگ حلقوی لائه (به لاتین: Lae Atoll) یک آب‌سنگ حلقوی در جزایر مارشال است که در زنجیره رالیک واقع شده‌است. آب‌سنگ حلقوی لائه ۱٫۵ کیلومتر مربع مساحت و ۳۱۹ نفر جمعیت دارد و ۳ متر بالاتر از سطح دریا واقع شده‌است.